# Maratus nemo
Maratus nemo — вид павуків родини павуки-скакуни (Salticidae). Описаний у 2021 році.

## Назва
Видовий епітет стосується забарвлення самця цього виду, який нагадує забарвлення персонажа Немо в анімаційному фільмі Уолта Діснея 2003 року «У пошуках Немо».

## Поширення
Ендемік Австралії. Поширений у штаті Південна Австралія. Виявлений на околиці гори Макінтайр та міста Нангворрі. Заселяє ефемерні водно-болотні комплекси на болотистій рослинності на мілководді.